# ル・モナスティエ＝シュル＝ガゼイユ
ル・モナスティエ＝シュル＝ガゼイユ （Le Monastier-sur-Gazeille）は、フランス、オーヴェルニュ＝ローヌ＝アルプ地域圏、オート＝ロワール県のコミューン。

## 地理
モナスティエは、中心部を占めるブール（bourg）と、複数の集落で構成される。
モナスティエは、ル・ピュイ＝アン＝ヴレ盆地とメザンク高原との中間に位置する。標高950mの、長さ2km以上あるバルコニーに村が位置している。ロワール川の支流であるガゼイユ川の谷が広がる。
現在は標高1000mを越える小郡の中心であり、中央高地とローヌ川渓谷そしてフランス南部とをつなぐ最初の道に置かれている。数種の穀物が栽培される谷の拡張したエリアは玄武岩質の壁によって北風から守られるが、標高1000mという高度が放牧の障害となっている。放牧は、メロヴィング朝時代にさかのぼるほど古くから行われている。
村の名称は時代の経過とともに変化した。古い順にCalmeliacense、Monasterium S Theotfredi、Vellavense、Chaumillac、Le Monastier-Saint-Chaffre、Le Monastierである。ベルナール・サニアルによれば、かつてColempceという名前であったにもかかわらず1962年にル・モナスティエの他に川の名前ガゼイユを足したことを、一部の人々が後悔している。
ガゼイユ川の他、ローソンヌ川がコミューンを横切っている。
モナスティエはヴレ地方の中心であり、火山性の響岩の複合物からなる峰を持つメザンク山が見下ろす。火山活動は特徴ある外観から見て取れる。山、圏谷、玄武岩の列柱、そして岩脈である。

### 気候
気候は、時に急激な変化が起きる中山間の気候である。むしろ風が強く、乾燥し、晴天に恵まれている（年間2000時間以上の晴天がある）。よって、肺疾患の患者にとって理想的な環境である。小児・婦人専門の療養所があったが、1962年に閉鎖された。
冬には、バールと呼ばれる北西方向からの冷たい風が雪だまりをつくり、モナスティエから15kmのところにあるメザンクではスキーができる。メザンク地方はオート＝ロワールで最も寒い。

## 歴史
7世紀に建てられたベネディクト会派修道院を中心に、村が形成された。モナスティエは、12世紀に栄華を極めた修道院の成長と並行して発展していった。百年戦争中は、グランド・カンパーニュと呼ばれる傭兵くずれの集団に攻撃され、ユグノー戦争でも翻弄された。フランスの南東と北西を結ぶ主要道に位置し、商業が栄えたのと同じく、17世紀にはレース製造が繁栄した。17世紀にはベアトと呼ばれる研究機関が創設され、モナスティエ住民のかなりの割合が読み書きできるようになった。18世紀末の修道院閉鎖は地域に大打撃を与えた。1806年には4355人が暮らしていたが、19世紀末に作家ロバート・ルイス・スティーヴンソンが滞在したときには3000人にまで減少していた。（1937年に廃止される）セヴェノル鉄道の建設は、活動の活発化の維持につながったが、1950年代から停滞が始まった。今日では停滞が収まったようである。人々が戻り商業が行われている。モナスティエは1893年、県内で初めて公共の電灯が導入された。これはルイ・アルシスがガゼイユ川に小規模の水力発電所を設置したためである。
フランス革命後の国民公会時代、コミューンは単にル・モナスティエと呼ばれていた。

## 史跡
- 修道院 - 6世紀、カルミニウス（Calminius、当初モナスティエにはカルミニウスまたはカルメルという名が与えられた）という名のガロ＝ローマ人領主が、隠者としての暮らしを求めてヴィラール（Villars）という地に移り住んだ。聖トゥールのマルティヌスの『孤独を求める』原理に触発されたのである。おそらく彼の周りには小さなコミュニティーがあった。そのコミュニティーは、現在の村より標高の高い場所にある洞窟に、一時生活していたことがあった。7世紀、テオフレード（のちに聖シャフルと呼ばれる）そしてウードの影響を受け、コミュニティーは地中海に浮かぶレランス諸島のプロヴァンス的な修道会主義に転換した。817年に修道院はベネディクト会の規律を採用した。2世紀の間に3つの教会が建設されたが、地盤が軟弱であったため倒壊した。現在の教会は1074年以降に建てられた。建設事業は院長ギヨーム4世に引き継がれた。この時代の多くの知識の源となっている修道院特許状台帳を記したのは、ギヨーム4世である。この時代から、イタリアとローヌ川東西に付属の建物235軒を所有する、かなりの規模の修道院となった。16世紀終わり、修道院はクリュニー修道院に吸収されることになり、その独立性を失った。1787年には閉鎖された。今日、付属教会はオーヴェルニュにおけるロマネスク美術の最高の例とされている。
- 城 - モナスティエはかつて城塞都市であった。ドンジョンは非常に古くからある。イングランド軍によって14世紀にモナスティエが占領された後、初めて院長のシャトーが建設され、ユグノー戦争で火が放たれた。現在の城は16世紀に再建され、130年にわたってサン・ネクテール家の居城となった（この家系は複数の院長を輩出している）。建物は現在、博物館と、自治体間連合の音楽学校となっている。
- レースづくり - レースはヨーロッパ中に異なる形で広まっている。ル・ピュイ＝アン＝ヴレ周辺では16世紀以来、農民の収入源として、主に女性が製造に携わってきた。20世紀初頭までは熱心に行われ、非常に幼い頃から少女たちはレースづくりを習得し、一生の間、空いた時間にレースを作り続けた。彼女たちはわずかな収入のために必死に働いた。ルイ13世時代、トゥールーズ高等法院は貴族たちの贅沢な支出を戒めるためレース製造を禁止している。この知らせは地域にとって災難だった。イエズス会士レジス・プラは、高等法院の決定を覆させた。このため、レース職人たちは彼を守護聖人に選んでいる。1903年にレースの機械化が導入され、女性の手によるレースづくりは終わりを迎えた。今日、手づくりのレースはラベルが貼られ、趣味または美術品そして工芸品として作られている。
- ベアト（Les béates） - ル・ピュイおよびモナスティエ周囲は、他の地域よりも住民の教育程度が高かった。これは17世紀以来、若い娘たちの教育を唱えるベアトが機能してきたからである。アンヌ・マリー・マルテルが指導したこの機関は、宗教的なものではないが、司祭の監督下のもとでどの村にも設置され、独身女性たちに教育の機会を与えた。カテキズムを教えるだけでなく、少年、そしてレース作りをする少女たちに読み書きを教えたのである。行き届いた宿泊施設や食料が提供されたため、全ての集落住民にベアトが広まった。多くの場合、小さな2階建ての建物が建てられた。この建物は今でも目にすることができ、ドアの上の鐘でそれと分かる。こうした建物はアサンブレ（assemblées、集会所）と呼ばれていた。ベアトは活動の拡大を通じて重要な影響を与えた。19世紀後半に義務教育制度が導入され、公立学校が各地に創設されると、非常に重要な競合が発生した。最後のベアトは、1930年まで運営されていた。

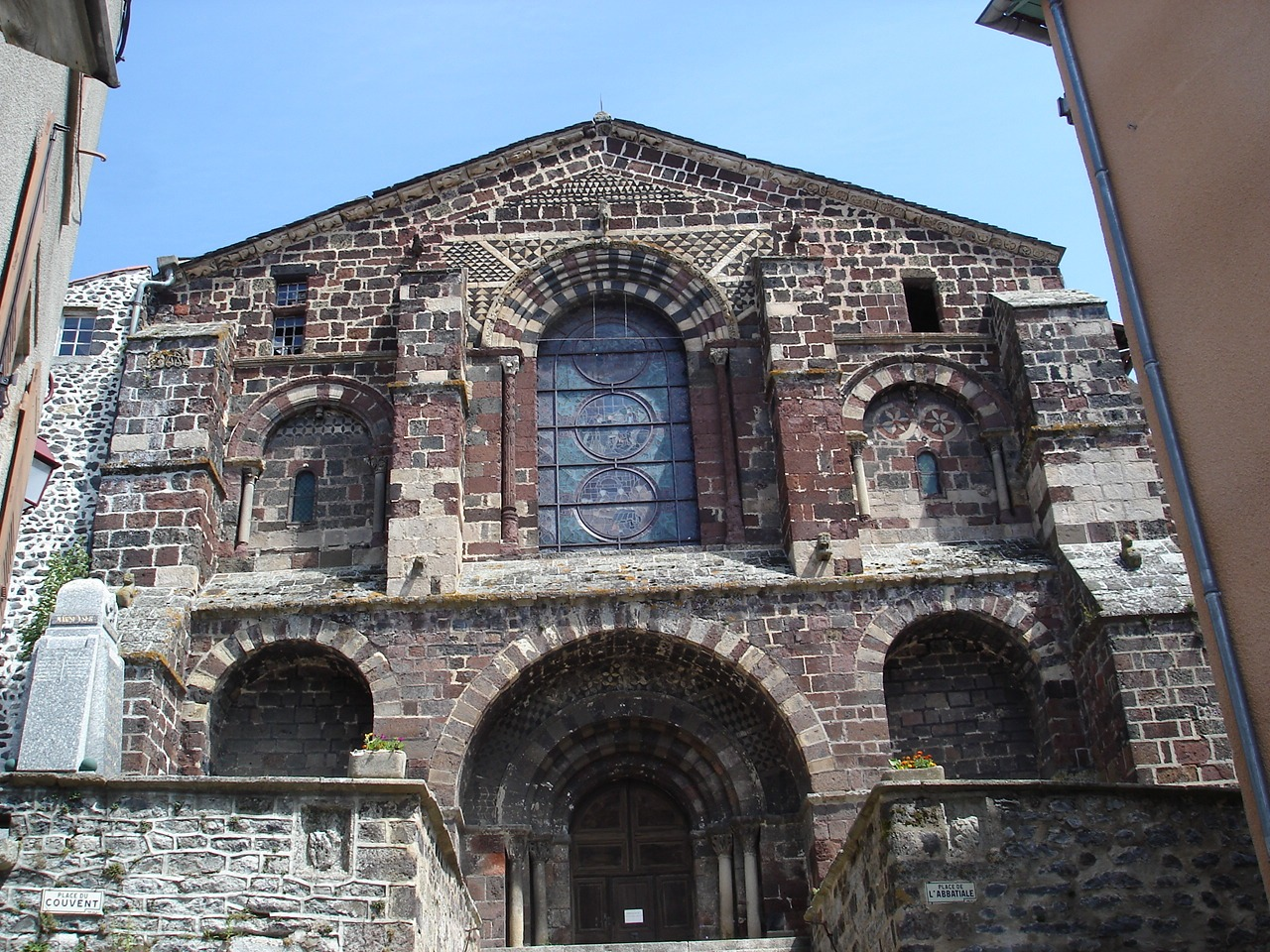
修道院のファサード
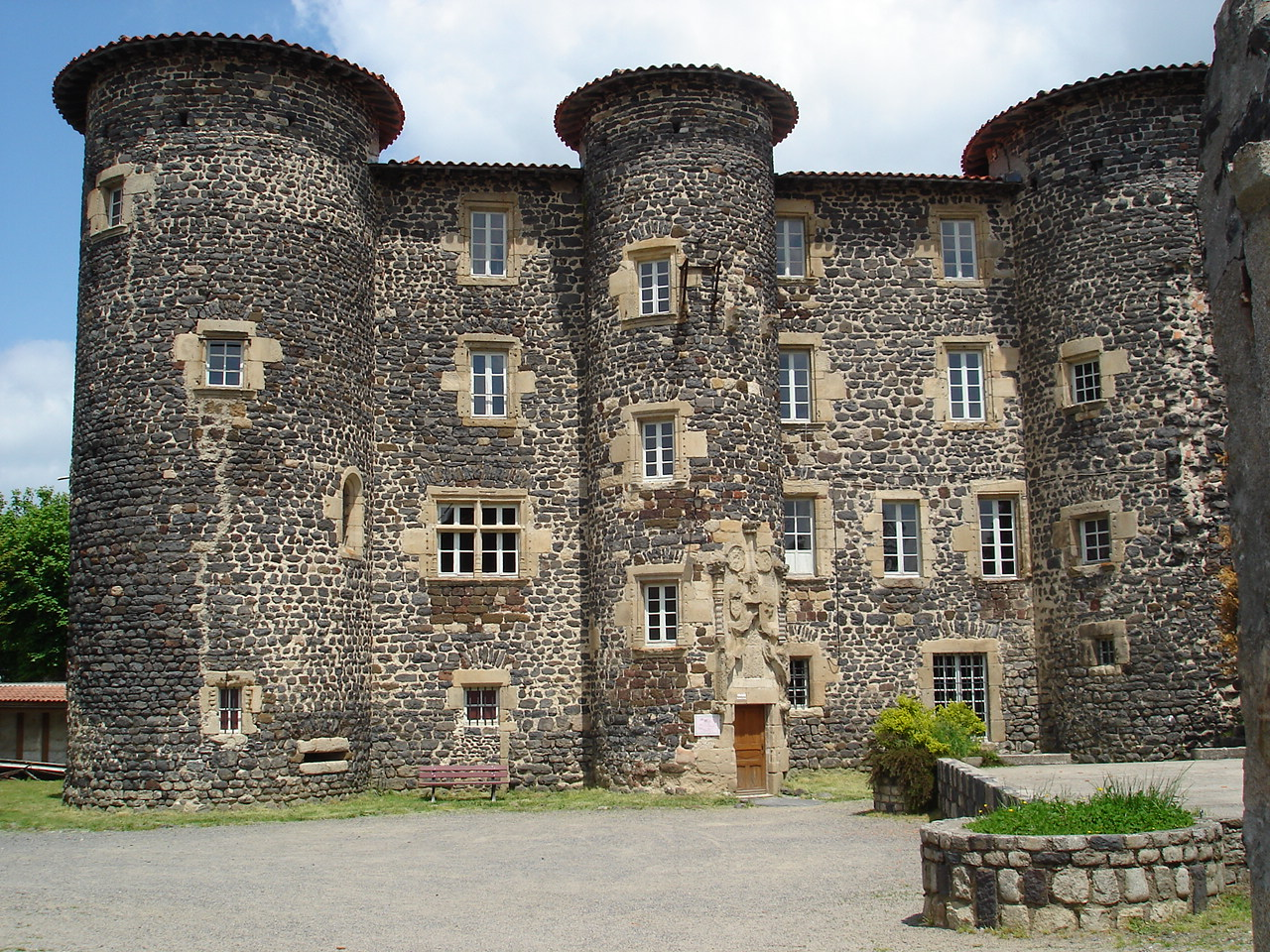
シャトー
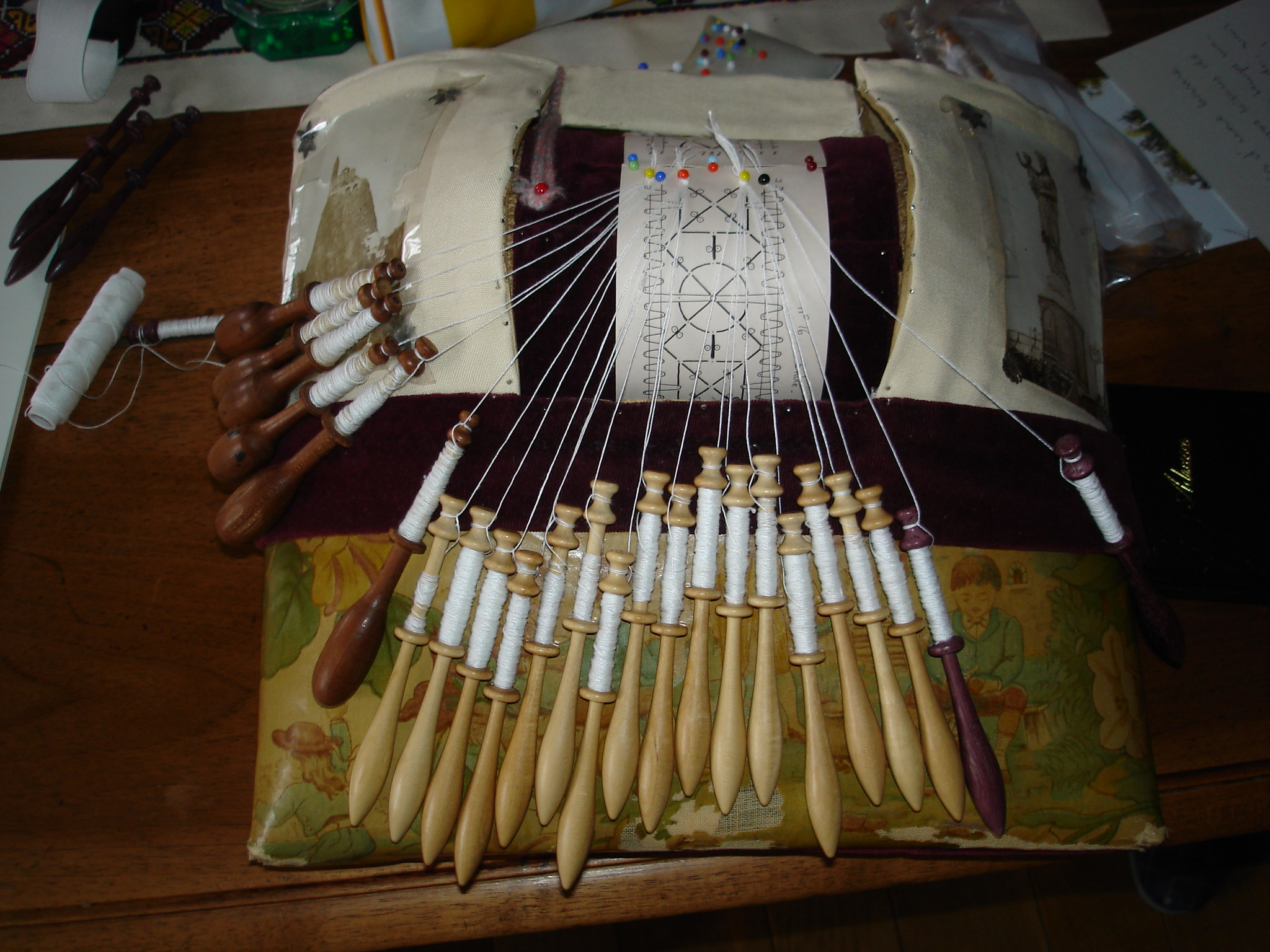
レースづくりの道具
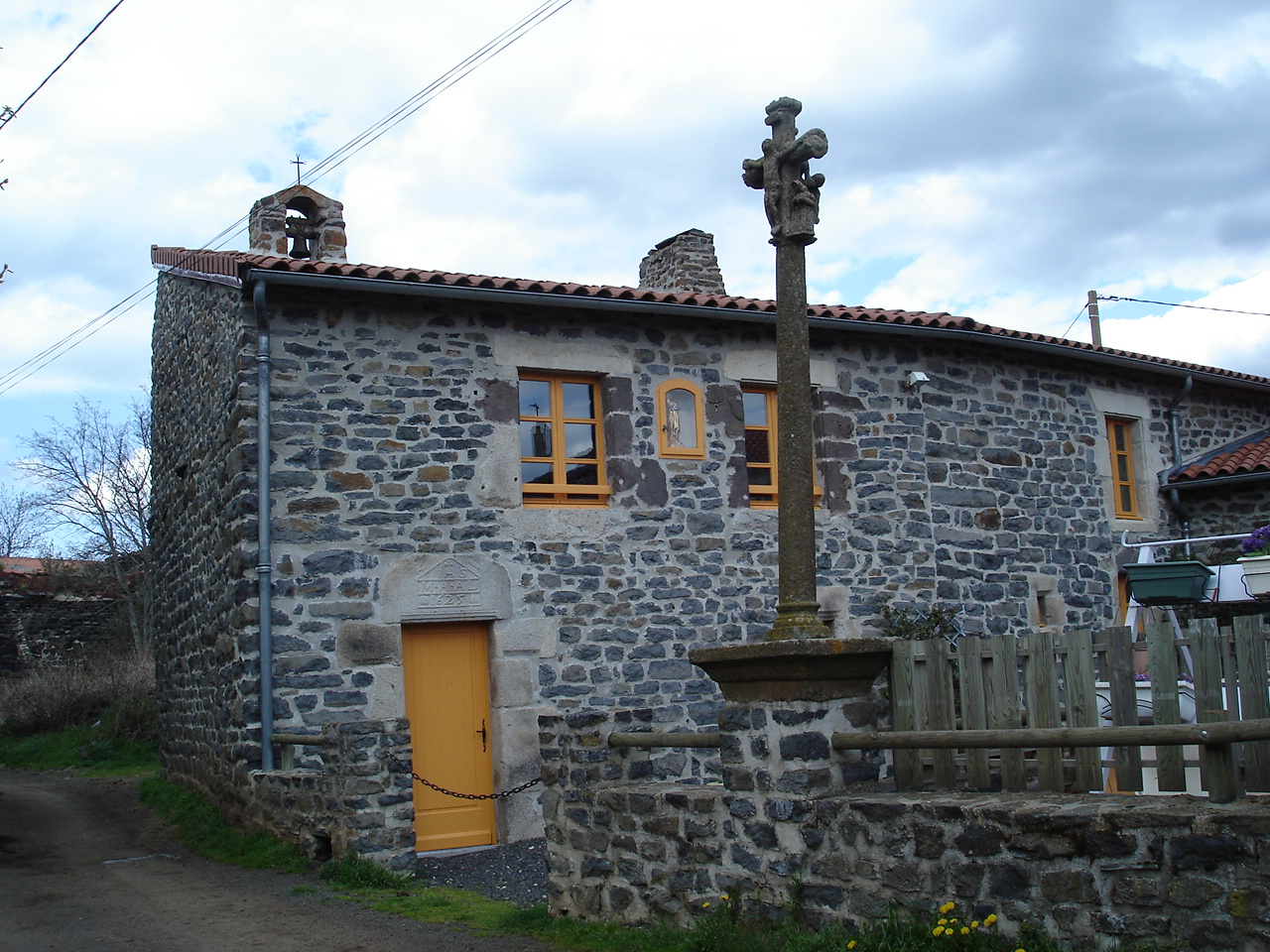
ベアトが行われた集会所
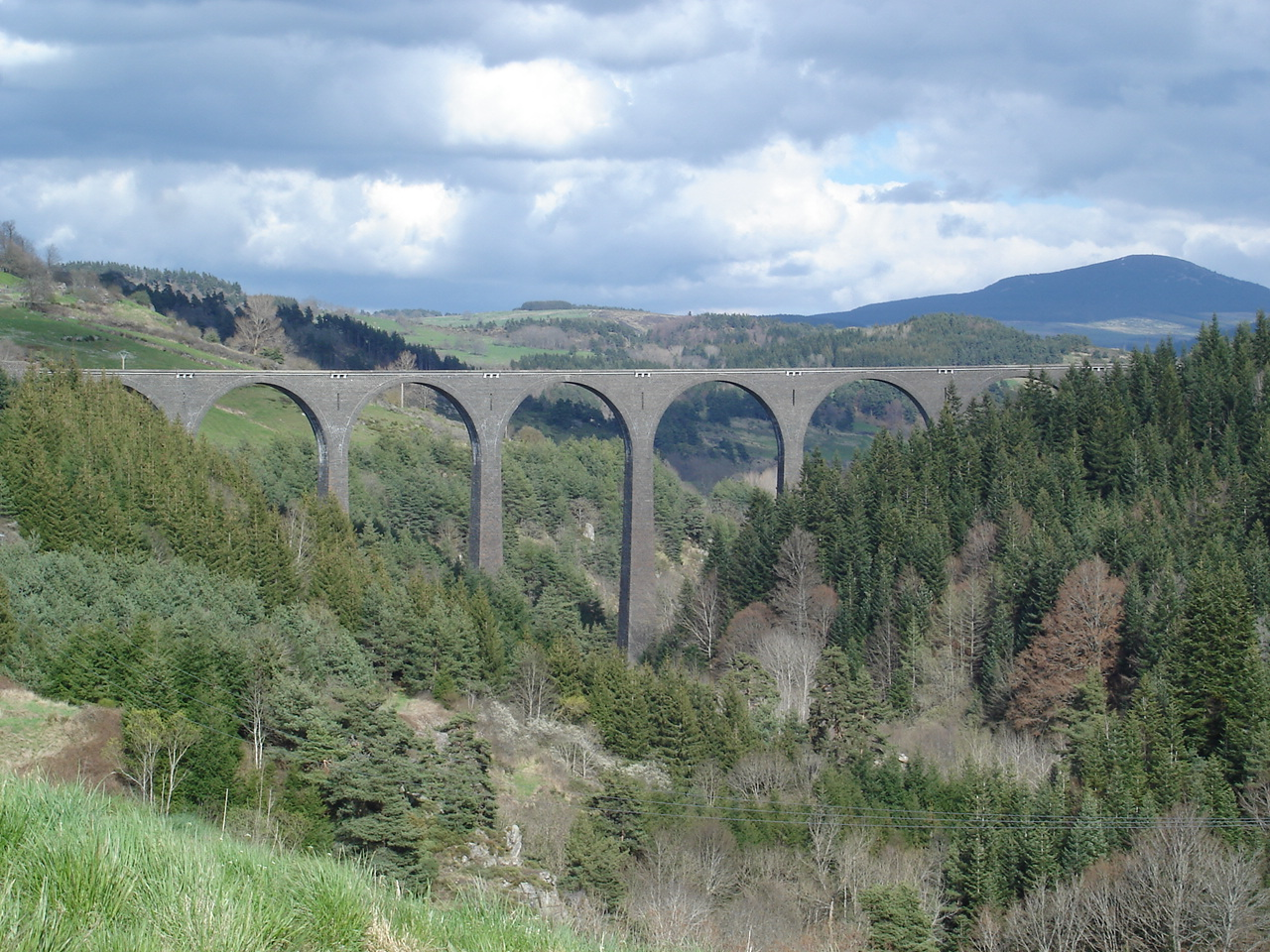
1925年に建設された高架橋。現在鉄道は走っていない

## 人口統計
| 1962年 | 1968年 | 1975年 | 1982年 | 1990年 | 1999年 | 2006年 | 2012年 |
| ------ | ------ | ------ | ------ | ------ | ------ | ------ | ------ |
| 2085   | 2085   | 1966   | 1911   | 1828   | 1734   | 1738   | 1777   |

モナスティエの人口グラフ

source=1999年までLdh/EHESS/Cassini、2004年以降INSEE

## 経済
かつては非常に重要な見本市が開かれ、日用品全て、そして小さな産業（帽子、靴の製造業、そして織物業）が繁栄し、商店が豊富に並んでいた。しかしモナスティエは、コミューン全てが経験した、自動車の時代、スーパーマーケットの進出、産業の空洞化といった衰退を味わった。雇用は、退職者住宅、社会保険事業、余暇センターの周辺で維持された。農業活動はより濃縮され、ウシ（酪農と畜産）、ヒツジ、そして数は少ないがブタの生産で持ちこたえた。メザンクの畜産農家は2006年に自分たちのファン・グラ（fin gras）という名称の牛肉で、AOCを取得した。
今日、若者がモナスティエに戻ってきて、様々な事業が始まっている。商店が再び開店し、地域生活に迷いはない。しかしこの地での仕事には限界がある。自治体によれば、モナスティエの将来は、観光と文化の発展に重点が置かれている。

## 文化
ヴレ地方は、オック語、フランス語、フランコプロヴァンサル語の遷移地帯である。ル・ピュイの南にあるモナスティエでは、住民はパトワ（patois）と自称するオック語方言を話す。ロマンス語はオックの様々な文法と似通っているが、語彙や話法も同様である。高齢者はこの言語を流暢に話す。火曜日に開かれる市場に行くと認識できる。40歳から60歳までの若い世代はかなりの割合でこの言語を理解できる。

## ゆかりの人物
- ローラン・エナック（fr） - モナスティエ生まれ。弁護士、ジャーナリスト、政治家
- ロバート・ルイス・スティーヴンソン - 作家。セヴェンヌ旅行中、1878年9月22日にモナスティエに滞在。『旅は驢馬をつれて』（1879年）にてふれている。